# Seznam univerz v Nemčiji
Seznam univerz v Nemčiji.

## Seznam
- Rheinisch-Westfälische Technische Hochschule Aachen (RWTH Aachen)
- Univerza v Altdorfu (Altdorf bei Nürnberg)
- Univerza v Augsburgu (Universität Augsburg)
- Univerza v Bambergu (Otto-Friedrich-Universität Bamberg)
- Univerza v Bayreuthu (Universität Bayreuth)
- Humboldtova univerza v Berlinu (Humboldt-Universität zu Berlin)
- Univerza umetnosti v Berlinu (Universität der Künste Berlin)
- Svobodna univerza v Berlinu (Freie Universität Berlin)
- Tehniška univerza v Berlinu (Technische Universität Berlin)
- ESCP Business School Wirtschaftshochschule Berlin
- Univerza v Bielefeldu
- (Porurska) Univerza v Bochumu (Ruhr-Universität Bochum)
- Univerza v Bonnu (Rheinische Friedrich-Wilhelms-Universität Bonn)
- Univerza za tehnologijo Brandenburg (Cottbus–Senftenberg)
- Tehniška univerza v Braunschweigu (Technische Universität Braunschweig)
- Univerza v Bremnu (Universität Bremen)
- Universität Breslau (Univ. v Breslauu - nekdanja; zdaj tam poljska univerza Vroclav/Wrocław)
- Berufsakademie Sachsen – Staatliche Studienakademie Bautzen (Budyšin /Budišin)
- Technische Universität Chemnitz
- Technische Universität Clausthal, Clausthal-Zellerfeld
- Brandenburgische Technische Universität (BTU) Cottbus–Senftenberg (spodnjelužiško: Bramborska techniska uniwersita Chóśebuz–Zły Komorow).
- Univerza v Dillingenu/Universität Dillingen (Dillingen an der Donau) (nekdanja; delavala v letih 1549/51 do 1803/04)
- Technische Universität Dortmund
- (Tehniška) Univerza v Dresdnu (Technische Universität Dresden)
- Mednarodna univerza v Dresdnu
- Hochschule für Technik und Wirtschaft Dresden
- Univerza v Duisburgu (Universität Duisburg-Essen)
- Heinejeva univerza v Düsseldorfu (Heinrich Heine Universität Düsseldorf)
- Hochschule Düsseldorf
- Tehniška univerza Ilmenau
- Katholische Universität Eichstätt-Ingolstadt
- Univerza v Erfurtu (vključuje mdr. Max-Weber-Kolleg for kultur- und sozialwissenschaftliche Studien)
- Univerza v Erlangnu (zdaj Univerza Erlangen-Nürnberg = Friedrich-Alexander-Universität Erlangen-Nürnberg
- Europa-Universität Flensburg
- Goethejeva univerza v Frankfurtu (Univerza Johanna Wolfganga Goetheja/Goethe-Universität Frankfurt am Main)
- Tehniška univerza (za montanistiko) v Freibergu (Technische Universität Bergakademie Freiberg, 1765)
- Hochschule Weihenstephan-Triesdorf (Freising)?
- Europa-Universität Viadrina, Frankfurt ob Odri
- Univerza (Alberta Ludwiga) v Freiburgu (Albert-Ludwigs-Universität Freiburg)
- Univerza v Freisingu?
- Duale Hochschule Gera-Eisenach
- Univerza Justusa Liebiga v Giessnu (Justus-Liebig-Universität Giessen)
- Univerza Ernsta Moritza Arndta Greifswald (Ernst-Moritz-Arndt-Universität Greifswald)
- Univerza v Göttingenu (Georg-August-Universität Göttingen)
- Fernuniversität in Hagen
- Univerza Halle-Wittenberg (Martin-Luther-Universität Halle-Wittenberg - Melanchthonianum)
- Univerza v Hamburgu (Universität Hamburg)
- HAW Hamburg - Hochschule für Angewandte Wissenschaften Hamburg
- Univerza v Hannovru (Gottfried Wilhelm Leibniz Universität Hannover)
- Univerza v Heidelbergu (Ruprecht-Karls-Universität Heidelberg)
- Hochschulle Heilbronn
- Hochschulen für Angewandte Wissenschaften Hessen (HAW Hessen) : Hochschule Darmstadt, Frankfurt University of Applied Sciences, Hochschule Fulda, Technische Hochschule Mittelhessen, Hochschule RheinMain; Evangelische Hochschule Darmstadt.
- Univerza v Hildesheimu (Universität Hildesheim)
- Univerza v Ingolstadtu‎ (zdaj Katholische Universität Eichstätt-Ingolstadt; prvotno je bila tamkajšnja univerza sedanja univ. v Münchnu)
- Technische Hochschule Ingolstadt
- Univerza Friedricha Schillerja v Jeni (Friedrich-Schiller-Universität Jena, FSU)
- Karlova univerza v Karlsruheju (Karlshochschule International University)
- Karlsruher Institut für Technologie (KIT)
- Hochschule für Musik Karlsruhe
- Univerza v Kasslu (Universität Kassel)
  - Kunsthochschule Kassel
- Univerza v Kielu (Christian-Albrechts-Universität zu Kiel)
- Universität Koblenz-Landau
- Univerza v Kölnu (Universität zu Köln)
- Technische Hochschule Köln (Kölnska Univerza uporabnih znanosti)
- Univerza v Königsbergu (nekdanja; zdaj Kaliningrad-Rusija)
- Univerza v Konstanci (Universität Konstanz)
- Univerza v Landshutu (prej v Ingolstadtu, kasneje preseljena v München)
- Univerza v Leipzigu (Universität Leipzig)
- Univerza v Lübecku (Universität zu Lübeck)
- Leuphana Universität Lüneburg (Univerza Leuphana Lüneburg)
- Univerza v Magdeburgu (Otto von Guericke Universität Magdeburg)
- Univerza za uporabne znanosti Magdeburg-Stendal
- Univerza v Mainzu (Johannes Gutenberg-Universität Mainz)
- Univerza Mannheim (Universität Mannheim)
- Univerza v Marburgu (Philipps-Universität Marburg/Lahn)
- Universität Meissen /=? Saška akademija upravnih znanosti
- Univerza v Münchnu (prvotno Univerza v Ingolstadtu oz. Landshutu)
- Tehniška univerza v Münchnu (Technische Universität München)
- Universität der Bundeswehr München
- Hochschule für Philosophie München
- Univerza v Münstru (Universität Münster; do 2023: Westfälische Wilhelms-Universität Münster, WWU)
- Technische Hochschule Nürnberg Georg Simon Ohm
- Carl von Ossietzky Universität Oldenburg
- Jade Hochschule (Oldenburg/Ostfriesland/Wilhelmshaven)
- Univerza v Osnabrücku /Universität Osnabrück
- Hochschule Osnabrück=Visoka šola uporabnih znanosti
- Univerza v Passauu (Universität Passau) (nekadnji jezuitski kolegij Passau)
- Univerza v Regensburgu
- Univerza v Rostocku (Universität Rostock)
- Baltic College Schwerin - University of Applied Sciences in Schwerin
- Universität Siegen
- Nemška univerza za upravne vede Speyer
- Rajhovska univerza v Strasbourgu (nekdanja; zdaj v Franciji)
- Univerza v Stuttgartu (Universität Stuttgart)
- Tehniška univerza v Stuttgartu (Hochschule für Technik Stuttgart)
- Univerza v Trieru (Universität Trier)
- Univerza v Tübingenu (Eberhard Karls Universität Tübingen)
- Univerza v Ulmu (Universität Ulm) (& Hochschule für Gestaltung Ulm)
- Bauhaus - umetniška visoka šola /univerza v Weimarju
- Univerza za glasbo FRANZ LISZT Weimar
- Univerza v Wittenbergu (Universität Wittenberg >> Martin-Luther-Universität Halle-Wittenberg)
- Universität Witten/Herdecke
- Univerza v Wuppertalu (Bergische Universität Wuppertal)
- Univerza v Würzburgu (Julius-Maximilians-Universität Würzburg)
- Hochschule für Angewandte Wissenschaften Würzburg-Schweinfurt
- Zeppelin Universität - Friedrichshafen
- Hochschule Zittau/Görlitz